# 特設天體物理台
特設天體物理台（英語：Special Astrophysical Observatory，縮寫為SAO RAS）是USSR於1966年建設的一個天文的觀測所，現在由俄羅斯科學院運作。
特設天體物理台位在大高加索山靠近下阿爾漢村的波修瓦山谷中，特設天體物理台安裝了巨大的BTA-6光學望遠鏡和RATAN-600電波望遠鏡，兩架儀器相隔了約20公里遠。

## BTA-6光學望遠鏡

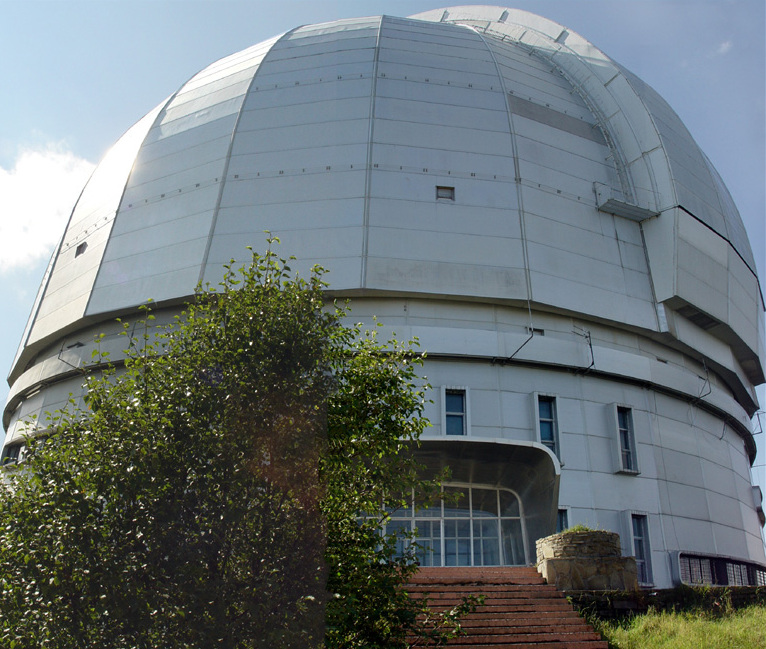
從正門看過去的BTA-6。

BTA-6(Большой Телескоп Азимутальный，或Large Altazimuth Telescope)曾是世界最大的固體鏡片反射望遠鏡，主鏡直徑是6米 (236英吋)，觀測室的直徑48米 (157.5英呎)，海拔高度2,070米 (6,791英呎)，於1975年開光。在1993年，夏威夷的凱克1號超越它之前，它都是世界上最大的望遠鏡。之後，同等級或更大的望遠鏡都使用較為柔韌或分割鏡像的技術，BAT-6直到目前仍然是自旋鑄造的，視界最大的鋼性鏡面望遠鏡 (例如，在上個世紀90年代末期，單一8.4米的大雙筒望遠鏡)。它使用經緯儀的架台，因此必須要安裝視場查看裝置以保持視場在固定的方位上。
43°49′34.20″N 41°35′12.06″E / 43.8261667°N 41.5866833°E